# Volkshochschule
Le Volkshochschule (parola tedesca che equivale a "Università popolare") sono scuole che conferiscono diplomi accademici. Sono nate in Danimarca con il nome di "folkehojskoler" per opera del pedagogista Nicolai Frederik Severin Grundtvig e sono tuttora molto comuni nei paesi del Nord Europa, specialmente in Germania. 
Il loro obiettivo è di permettere l'apprendimento di conoscenze pratiche e teoriche a tutti, grazie all'offerta di numerosi corsi in diverse discipline a prezzi molto accessibili.
Ogni comune possiede una Volkshochschule, che viene solitamente gestita come una azienda municipalizzata.